# 1905年の航空
< 1905年
1904年の航空 - 1905年の航空 - 1906年の航空

## 航空に関する出来事

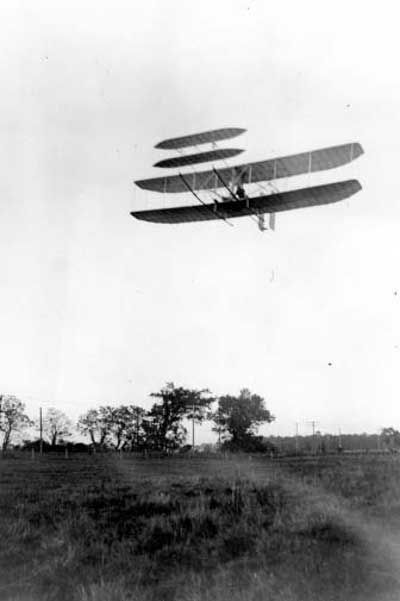
ライト フライヤー3号

- 1905年 - ライト兄弟がライト フライヤー3号で飛行実験を続け、10月には飛行時間は40分、飛行距離40kmに達した。
- 1905年 - スペイン人の技術者、レオナルド・トーレス・ケベードが開発したスペイン最初の飛行船、Españaが飛行した。
- 3月16日〜20日 - アメリカのジョン・ジョセフ・モンゴメリーが設計したタンデム翼のグライダーが、ダニエル・マロニーの操縦で900m上空の熱気球から切り離され、18分の飛行の後予定の着陸地点に着陸した。
- 6月 - イギリス陸軍のSapper Moretonが、サミュエル・フランクリン・コーディの指導による箱凧で高度792mまで上昇した。
- 4月29日 - モンゴメリーとマロニーがグライダーの公開飛行で、1200mの高さの熱気球から切り離される飛行を行う。
- 5月25日 - フランスの陸軍の士官フェルディナン・フェルベールが、フェルベール IIで最初の動力飛行の実験を始める。
- 6月6日 - ガブリエル・ヴォアザンが、セーヌ川をモーター・ボートで牽引されるグライダーによる飛行を行う。
- 6月23日 - ライト フライヤー3号が初飛行する。
- 7月21日 - イタリアのアルメリコ・ダ・スキオ(Almerico da Schio)によって造られたイタリア最初の半硬式飛行船、Aeronave Italiaが飛行する。
- 7月18日 - マロニーがグライダーの飛行で、墜落し死亡する。
- 8月5日 - ウェールズのアーネスト・ウィローズが製作した半硬式飛行船、ウィローズ No.1の初飛行を行った。
- 10月14日 - パリで国際航空連盟 (FAI = Federation Aeronautique Internationale) が創設される。